# UNITER 1994-1995
Ediția a IV-a a Premiilor UNITER a avut loc în 1995 la Teatrul Național din București.

## Nominalizări și câștigători

### Cea mai bună piesă românească a anului 1994
- Farsa de Răzvan Petrescu – nereprezentată[1]